# Älskar inte jag dig då
Älskar inte jag dig då är ett musikalbum av Olle Adolphson som gavs ut 1994. Albumet blev Adolphsons sista. Han avled exakt tio år efter att skivan släppts, 2004. På skivan medverkar medlemmarna i folkmusikgruppen Väsen, Olov Johansson, Mikael Marin och Roger Tallroth. Melodin på Kompassvisan kommer av sången Adjö, farväl för sista gång och där texten är skriven av en anonym dansk skutskeppare. 
Under 1950-talet skrev Adolphson musik till Charles Baudelaire dikt L'invitation au voyage och avsikten var att även översätta den till svenska, men det blev aldrig av. 1993 frågade textförfattaren Lars Forssell Adolphson om han fick använda hans melodi som underlag för en svensk text. Adolphson gick med på detta och resultatet blev låten Syster följ mig hän.

## Låtlista
Alla låtar skrivna av Olle Adolphson om inget annat anges.
1. "Älskar inte jag dig då" – 3:54
  - Backa Hans Eriksson – kontrabas
  - Staffan Bergström – cello
2. "Flickan och pastorn" – 3:08
  - Olov Johansson – nyckelharpa
  - Stefan Blomquist – bas
3. "Skärgårdsoriginal" – 3:57
  - Olle Adolphson – akustisk gitarr
  - Jan E. Kling – flöjt
4. "Midsommardrömmen" (Text: Harry Martinson – musik: Olle Adolphson) – 3:16
  - Gunnar Idenstam – orgel
  - Nils-Erik Sparf – viola
5. "Syster följ mig hän" (Text: Lars Forssell (efter Charles Baudelaire) – musik: Olle Adolphson) – 3:27
  - Mats Bergström – elgitarr
  - Staffan Bergström – cello
6. "Aftonvisa" (Text: Olle Adolphson – musik: Bo Holten) – 2:58
  - Mats Bergström – akustisk gitarr
  - David Wilczewski – sopransaxofon
7. "Göksång" (Text: Harry Martinson – musik: Olle Adolphson) – 3:01
  - Janne Schaffer – elgitarr
  - Staffan Bergström – cello
8. "Kanske du ville ha mig då" – 2:11
  - Stefan Blomquist – flygel, synthesizer
  - Staffan Bergström – cello
9. "Fröken Frenssen" – 3:18
  - Mats Bergström – elgitarr
  - Magnus Persson – virveltrumma
10. "Nu kommer kvällen" – 3:26
  - Sture Åkerberg – kontrabas
  - Jan E. Kling – flöjt
11. "Ekosång till fjärilen" (Text: Harry Martinson – musik: Olle Adolphson) – 2:56
  - Ulf Forsberg & Patrik Swedrup – violin
  - Staffan Bergström – cello
12. "Kompassvisan" (Text: Okänd – musik: Trad.) – 2:15
  - Mats Bergström – akustisk gitarr
  - Kofi Bensti-Enchill, Paul Rein, Ronald Bood & Curt-Åke Stefan – kör
13. "Flickan på Vitaskär" – 4:13
  - Olle Adolphson – akustisk gitarr
  - Stefan Blomquist – bas
14. "Jag längtar till Sibirien" (Text: Ruben Nilson – musik: Olle Adolphson) – 2:38
  - Mats Bergström – akustisk gitarr
  - Staffan Bergström – cello
15. "Stockholmsvår" (Text: Evert Taube – musik: Olle Adolphson) – 4:15
  - Olle Adolphson – akustisk gitarr
  - Jan E. Kling – flöjt, basklarinett

- Arrangemang:
- Stefan Blomquist (1, 5, 7–10, 12, 14, 15)
- Ronald Bood (1, 2, 5, 7–10, 12, 14, 15)
- Olle Adolphson (3, 5, 7, 8, 12–15)
- Väsen (2)
- Gunnar Idenstam (4)
- Stråkarrangemang:
- Stefan Blomquist (5, 7, 8, 10, 11, 14)
- Backa Hans Eriksson (1, 14)
- Kjell Edstrand (1)
- Blåsarrangemang:
- Jan E. Kling (15)

## Medverkande
- Olle Adolphson – sång, akustisk gitarr
- Kjell Öhman – dragspel
- Sture Åkerberg – kontrabas
- Mats Bergström – akustisk gitarr, elgitarr
- Stefan Blomquist – flygel, synthesizer, elpiano, bas
- Olov Johansson – nyckelharpa
- Roger Tallroth – mandola
- Mikael Marin – viola
- Jan E. Kling – blockflöjt, flöjt, klarinett, basklarinett
- Staffan Bergström – cello
- Magnus Persson – slagverk, virveltrumma
- Backa Hans Eriksson – kontrabas
- Ronald Bood – synthesizer, kör
- Svante Henryson – cello
- Nils-Erik Sparf – violin
- Janne Schaffer – elgitarr
- Björn J:son Lindh – flöjt
- David Wilczewski – sopransaxofon
- Ulf Forsberg – violin
- Christian Bergqvist – violin
- Patrik Swedrup – violin
- Mikael Sjögren – viola
- Elisabeth Arnberg – viola
- Tony Bauer – viola
- Birgitta Ström – kör
- Gladys del Pilar – kör
- Paul Rein – kör
- Kofi Bentsi-Enchill – kör
- Curt-Åke Stefan – kör